# Ultron

Linsenaufbau eines Objektivs nach dem Ultron-Typ im US-Patent 2.627.204

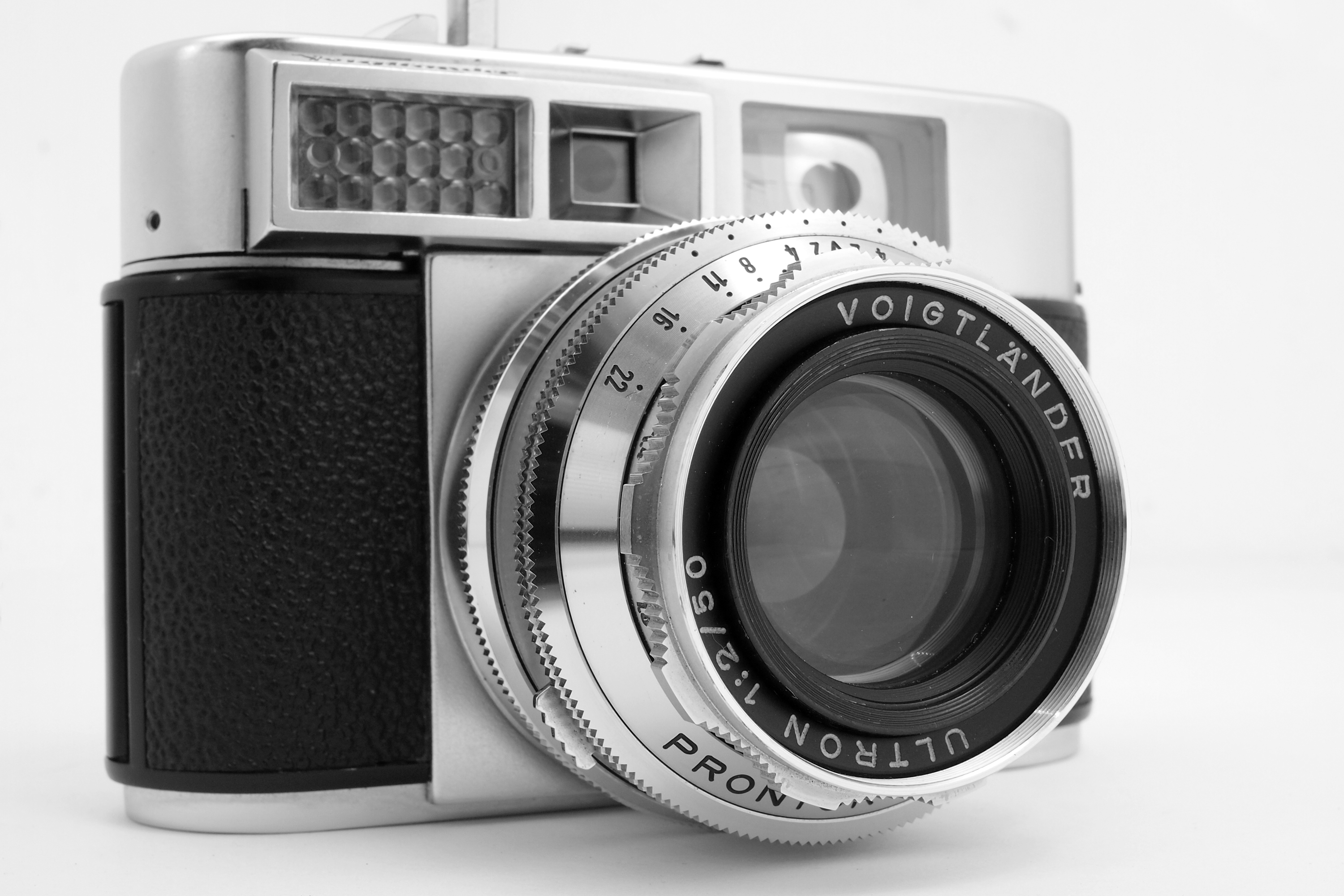
Voigtländer Vitomatic IIa mit Ultron 50mm f/2.0

Das Ultron ist ein von Albrecht W. Tronnier entwickeltes und ab 1950 von Voigtländer produziertes Objektiv für 35-mm-Kleinbildkameras. Die Ultron-Objektive folgen im Linsenaufbau einem Gaußschen Doppelobjektiv. Am bekanntesten ist das Ultron f / 2,0 mit einer für die frühe Nachkriegszeit führenden Abbildungsleistung.
Das Ultron-f/2.0-Objektiv mit 50 mm Brennweite beruht auf einem Design, das in den US-Patenten USPat 2.627.204 (nach nebenstehender Zeichnung sechs Linsen in fünf Gruppen) und 2.627.205 von 1953 veröffentlicht ist. Es handelt sich um ein modifiziertes Gaußsches Doppelobjektiv, mit sechs Linsen in fünf Gruppen, unter Verwendung damaliger Sondergläser. Es wurde in Voigtländer-Kameras der Marken Prominent, Vito III und Vitessa eingesetzt. Durch den Einsatz der gerade verfügbar gewordenen Vergütung von Linsenoberflächen konnten die ansonsten auftretenden Nachteile einer relativ großen Zahl freistehender Linsenoberflächen weitgehend vermieden werden. Gegenüber dem Biotar-Typ (6 Linsen in 4 Gruppen) steht für die Korrektion ein Krümmungsradius mehr zur Verfügung, da nur zwei Linsen verkittet sind.
Tronnier hatte bereits Mitte der 1930er Jahre beim Xenon eine ähnliche Konstruktion untersucht. Es sind Prototypen eines Ultron f/1,9 für die Vito III dokumentiert.